# Sayeret
Le terme Sayeret(en hébreu : סיירת, pl.: sayarot, qui signifie littéralement « unité de reconnaissance ») désigne au sein de l'armée israélienne (Tsahal) des unités de forces spéciales chargées de la collecte d'informations tactiques et stratégiques, d'opérations de commando, ainsi que de missions de reconnaissance.
Leur degré varie selon les moyens et les besoins. La taille d'une Sayeret est l'équivalent d'une brigade ou d'un bataillon.

## Les différents Sayarot de Tsahal
Il existe de nombreuses sayarot au sein de Tsahal.

### Les trois principales unités de reconnaissances
Ces trois unités sont chargées des missions de reconnaissance les plus stratégiques. Leurs officiers peuvent agir en solo sur des missions à long rayon d'action, par opposition aux autres unités pour lesquelles de telles missions sont accomplies par des groupes d'au moins deux combattants.
- Sayeret Matkal[2] est la principale unité de commandos, chargée des opérations stratégiques derrière les lignes ennemies, de missions d'exfiltration ou de récupération d'otages en territoire étranger, hostile ou non. Elle dépend directement de la  direction du renseignement militaire (Aman).
- Shayetet 13[3] est l'unité des commandos de marine, l'équivalent des commandos SEAL de l'US Navy, ou des  commandos des Royal Marines britanniques. Ils dépendent de la Marine israélienne.
- Sayeret Shaldag[4] est l'unité de commandos de  l'armée de l'air israélienne, chargée des missions de reconnaissances aériennes et de la désignation de cibles en dehors des frontières.

### Unités d'infanterie
- L'unité Douvdevan est une unité qui dépend de la division responsable de la Cisjordanie.
- L'unité Oketz[5] comprend du personnel canin.
- L'unité Egoz (en)[6] est une unité de contre-guerilla, qui opérait auparavant au sud-Liban, elle dépend de la brigade Golani.
- L'unité Alpiniste (en), comme son nom l'indique, est l'équivalent des chasseurs alpins français.
- Sayeret Rimon est l'unité de reconnaissance du commandement du Sud d'Israël.
- Sayeret Haruv[7] est une unite de reconnaissance appartenant a la brigade Kfir
- Gadsar Tzanhanim (parachutiste)
- Gadsar Golani[8]
- Gadsar Nahal[9]
- Gadsar Givati[10]

### Unités blindées
- Palsar 7
- Palsar 1888
- Palsar 401

Ces unités ont particulièrement été éprouvées durant la guerre des Six Jours et la guerre du Kippour.

### Unités d'ingénierie
- Sayeret Yahalom[11] chargée des missions de déminage et de gestion des explosifs.

### Unités aériennes
- Unit 669[12]chargée du sauvetage de civils en temps de paix
- Unit Yanmam unité chargée du combat anti-aérien.

### Unités navales
- Unit Yaltam
- Unit Yaban

### Autres unités
- Maglan[13] une unité de commando spécialisée dans les opérations derrière les lignes ennemies, dont l'existence n'a été rendue publique qu'en 2006
- LOTAR Eilar[14] unité de sauvetage et de contre-terrorisme, basée dans le Sud d'Israël à Eilat
- Meitar/Moran unité spécialisée dans le guidage des missiles à longue portée

### Unités démantelées
- L'unité 101 dirigée par Ariel Sharon et dissoute en 1954 après l'opération Shoshana
- L'unité Samson qui intervenait dans la bande de Gaza avant le retrait des forces israéliennes en 2006.
- Sayeret Haruv : Unité démantelée en 1973 puis rouverte en 2016 en tant qu'unité spéciale au sein de la brigade Kfir
- Sayeret Shaked

## Soldats célèbres ayant dirigé ou opéré au sein de sayarot
- Yonatan Netanyahou dirigea la Sayeret Matkal de 1975 à juillet 1976, jusqu'à sa mort durant l'opération à Entebbe
- Ariel Sharon au sein de l'unité 101
- Ehud Barak au sein de Sayeret Matkal
- Moshe Yaalon au sein de Sayeret Matkal